# 才纳乡
才纳乡（藏語：ཚལ་སྣ་）是中国西藏自治区拉萨市曲水县下辖的一个乡。

## 行政区划
才纳乡下辖以下地区：
普松村、如白村和曲水村。